# ニーナ・モーゼル
ニーナ・ミハイロヴナ・モーゼル（ロシア語: Нина Михайловна Мозер、ロシア語ラテン翻字: Nina Mikhailovna Mozer、1964年8月28日 - ）は、ロシアのフィギュアスケートコーチ。

## 経歴
テニス選手の父Mikhail Mozerと、1958年・1959年ソビエト選手権アイスダンスチャンピオンである母Svetlana Smirnova（旧姓）の間に、ソ連のキエフで生まれた。
ペアの選手としてキャリアをスタートさせたが15歳で怪我により引退。その後地元キエフのスケートクラブで母のアシスタントとして仕事を始めた。
現在はモスクワのボロビオビゴリーにて、スタニスラフ・モロゾフやウラジスラフ・ゾフニルスキーと共にコーチングを行っている。
ソチオリンピックに出場したロシアのペア3組は全てモーゼルの生徒であり、そのうちタチアナ・ボロソジャル/マキシム・トランコフ組が金メダル、クセニヤ・ストルボワ/ヒョードル・クリモフ組が銀メダルを獲得した。